# Liste der Kreisstraßen in Bonn
Die Liste der Kreisstraßen in Bonn ist eine Auflistung der Kreisstraßen in der kreisfreien Stadt Bonn, Nordrhein-Westfalen.

## Abkürzungen
- K: Kreisstraße
- L: Landesstraße

## Liste
Die Kreisstraßen behalten die ihnen zugewiesene Nummer innerhalb von Nordrhein-Westfalen auch bei einem Wechsel in einen Kreis oder in eine andere kreisfreie Stadt. Nicht vorhandene bzw. nicht nachgewiesene Kreisstraßen werden in Kursivdruck gekennzeichnet, ebenso Straßen und Straßenabschnitte, die unabhängig vom Grund (Herabstufung zu einer Gemeindestraße oder Höherstufung) keine Kreisstraßen mehr sind.
Der Straßenverlauf wird in der Regel von Nord nach Süd und von West nach Ost angegeben.
| Nr.   | Verlauf |
| ----- | --- |
| K 1n  | – Potsdamer Platz – Heinrich-Böll-Ring – L 183 – Heinrich-Böll-Ring – Thomastraße – Rabinstraße – Am Alten Friedhof – – Bornheimer Straße – Viktoriabrücke – Wittelsbacherring – Beethovenplatz – Baumschulallee – Meckenheimer Allee – Clemens-August-Straße – Clemens-August-Platz – Trierer Straße – K 2 – Trierer Straße – Ippendorfer Allee – Röttgener Straße – K 3 – Röttgener Straße – K 2 – Röttgener Straße – L 261 |
| K 2n  | K 1 – Im Wingert – Robert-Koch-Straße – Sigmund-Freud-Straße – Haager Weg – Spreestraße – Gudenauer Weg – K 1 |
| K 3n  | L 261 – Villermombler Straße – Linsgasse – Im Mühlenbach – Ippendorfer Weg – Lengsdorfer Straße – K 1 |
| K 5n  | (K 5 im Rhein-Sieg-Kreis) – Stadtgrenze im Kreisverkehr – K 12N – Alfterer Straße – K 12 |
| K 8n  | (K 8 im Rhein-Sieg-Kreis) – Stadtgrenze – Hoholzstraße – L 83 – Ungartenstraße – Stadtgrenze am südöstlichen Straßenrand – K 25 (Rhein-Sieg-Kreis) – Stadtgrenze am südöstlichen Straßenrand – Ungartenstraße – Löwenburgstraße – Pützchens Chaussee – L 83 |
| K 12n | L 183 – Grootestraße – K 5 – Meßdorfer Straße – Oedekovener Straße – Wegscheid – Stadtgrenze – (K 12 im Rhein-Sieg-Kreis) |
| K 12n | (K 12n im Rhein-Sieg-Kreis) – Stadtgrenze im Kreisverkehr – K 5 – Straße ohne einen Namen – Stadtgrenze – (K 12n im Rhein-Sieg-Kreis) |
| K 14n | – Drachenburgstraße – Ellesdorfer Straße – Mehlemer Straße – Am Noßbacher Weg – Ließemer Straße – Stadtgrenze am westlichen Straßenrand – Stadtgrenze – (K 14 im Rhein-Sieg-Kreis) |

## Quelle
- Landesvermessungsamt Nordrhein-Westfalen, Kreiskarte Nr. 48: Rhein-Sieg-Kreis, Stadt Bonn